# Peltzcollege

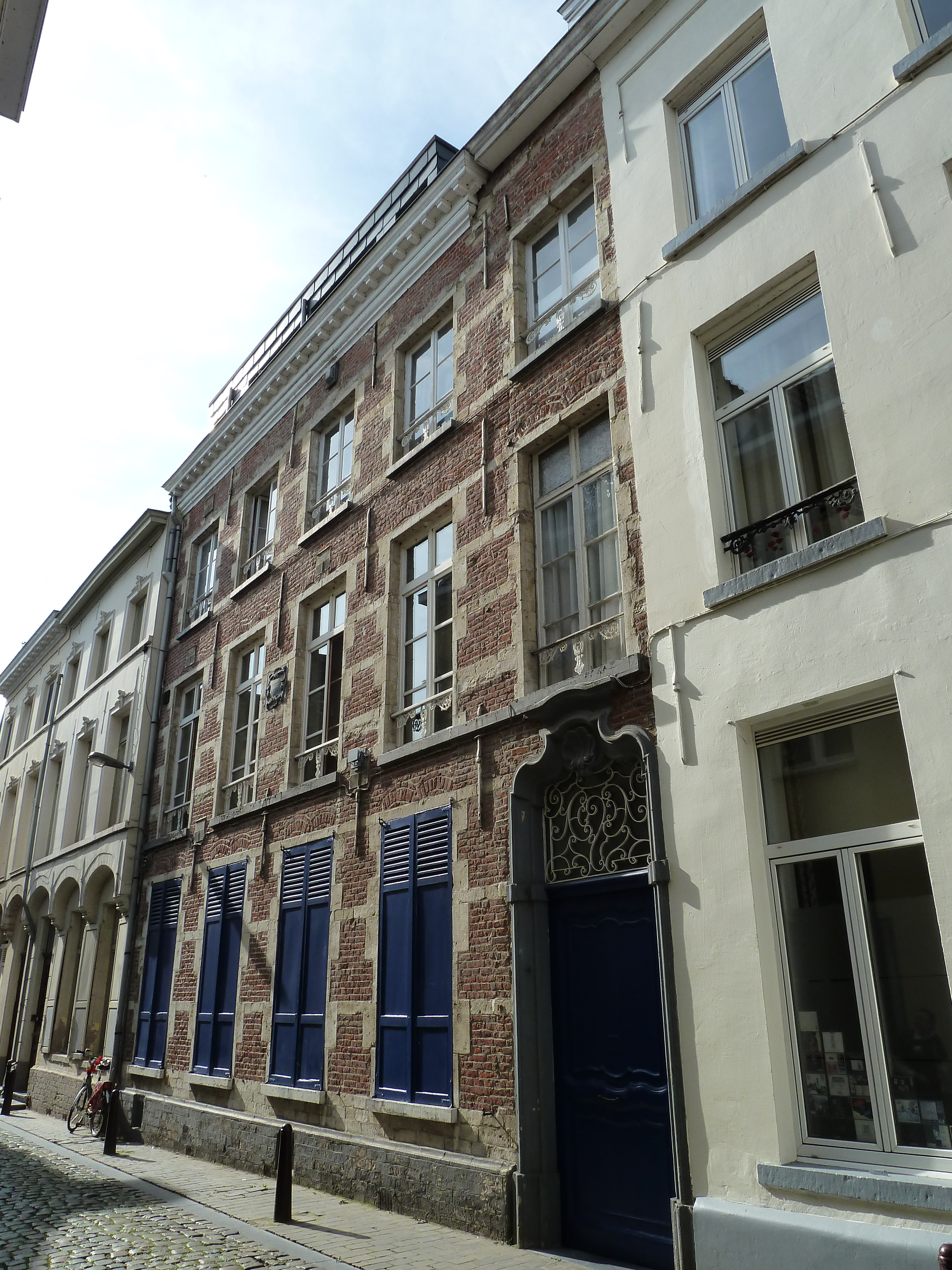
Voormalig Peltzcollege in de Predikherenstraat in Leuven (België)

Het Peltzcollege (1584-1797) was een studentenhuis in Leuven (België) van de oude universiteit van Leuven, in de toenmalige Zuidelijke Nederlanden. Het bevond zich in de Predikherenstraat.
Jan Peltz was afkomstig uit Recklinghausen, een stad in het hertogdom Westfalen dat in handen was van de aartsbisschop van Keulen. Peltz behaalde een diploma van baccalaureus in het burgerlijk recht aan de universiteit van Leuven. De stad Leuven behoorde in de tijd van Peltz' studiejaren tot de kerkprovincie Keulen. Peltz was secretaris van de universiteit van Leuven van 1538 tot 1567. Bij zijn dood schonk hij zijn huis in de Predikherenstraat voor de stichting van het College dat zijn naam droeg. Het was bestemd voor studenten uit Westfalen die recht of theologie studeerden in Leuven. Het huis had een tuintje aan de overkant van de straat en de tuin liep uit tot op de Dijle. 
In 1742 herbouwde directeur Joseph-Geldophe Michiels het herenhuis zoals we het vandaag kennen. De deuromlijsting werd in rococo-stijl afgewerkt. In 1797 schafte het Frans bestuur in Leuven de universiteit af. Het Peltzcollege werd in 1807 openbaar verkocht en bleef sindsdien in privé-bezit. 